# Brahim Kaazouzi
Brahim Kaazouzi, född 15 juni 1990, är en marockansk medeldistanslöpare.
Kaazouzi tävlade för Marocko vid olympiska sommarspelen 2016 i Rio de Janeiro, där han blev utslagen i semifinalen på 1 500 meter.